# Сражение при Мухарем Хани
Сражение при Мухарем Хани (греч. Μάχη στο Μουχαρέμ Χάνι) — ряд последовательных диверсий и трёхдневных боёв (2, 4 и 6 августа 1944 года) в теснине Мухарем Хани недалеко от города Эдесса, Центральная Македония, состоявшееся в годы Второй мировой войны между частями 30-го полка греческой партизанской армии ЭЛАС, и частями Вермахта. 
Последняя диверсия (6 августа) и последовавший бой отмечены также участием в них группы (40 человек) англоамериканских диверсантов и перешедших на сторону греческих партизан взвода немецких антифашистов.
Одно из самых успешных сражений 30-го полка ЭЛАС в последние месяцы (август – октябрь 1944 года) оккупации Греции странами Оси.

## Место сражения
Теснина Мухарем Хани находится в 14 км к западу от города Эдесса, между высотами в 300 и 400 метров. По ней проходят железнодорожные и шоссейные пути идущие вдоль озера Вегоритис.

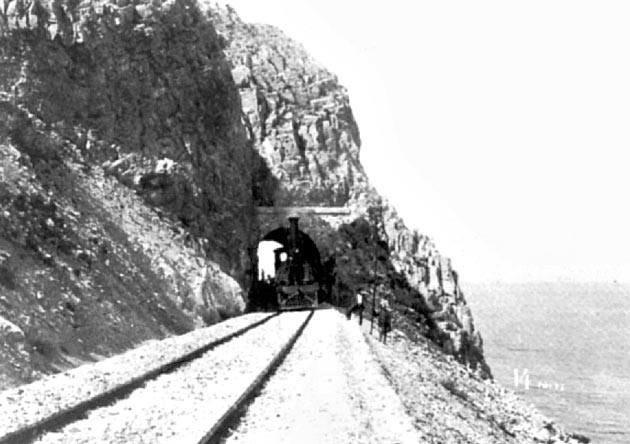
Железнодорожная линия вдоль озера Вегоритис в 1891 году

По одной из версий получила название по имени погибшего здесь турецкого (албанского) военачальника.
По другой версии своим названием теснина обязана туркоалбанцу Мухарему, чей постоялый двор (тур. Хани) действительно существовал здесь, на этом перекрёстке юг/север и запад/восток Македонии до начала XX века.

## Предыстория сражения
В начале августа 1944 года командование ЭЛАС получило информацию, что значительные силы немецких войск из югославского Битола будут направлены на север через греческую железнодорожную сеть и долину реки Аксио́с и (при необходимости) через территорию всё ещё союзной немцам Болгарии.
Этот путь предполагался и для немецких войск отступающих из Греции.
Одним из шагов командования ЭЛАС стала передислокация нескольких отрядов 30-го полка базировавшегося на горе Пайкон и насчитывавшего к этому моменту до 2.500 бойцов, к теснине Мухарем Хани.
Другим шагом стал приказ местным “резервистам” (ополченцам) быть в готовности для участия в кратковременной операции.

## Сражение

### Первая операция
В ночь на 2 августа группа диверсантов 30-го полка ЭЛАС, при поддержке “резервистов” (ополченцев) региона взорвала железнодорожную линию междй сёлами Риза и Петриа, недалеко от Эдессы, в момент когда по ней проходил железнодорожный состав.
В результате был уничтожена часть путей, 3 вагона состава и паровоз. Эта диверсия стала прелюдией последовавшего сражения.

### Вторая операция
Двумя днями позже, части 30-го полка, усиленные бойцами 1-го батальона 16-го полка ЭЛАС устроили засаду и заминировали железнодорожные пути в теснине Мухарем Хани, ожидая по полученной информации большой железнодорожный состав с военными грузовиками и боеприпасами.
Состав шёл из города Флорина. Взрыв состоялся когда локомотив и 3 вагона уже прошли место минирования. Взорванный четвёртый вагон разделил состав на две части – локомотиву и 3 вагонам удалось уйти.
Выжившие немецкие солдаты приняли бой и заняли оборону на высотах. В то время как партизаны жгли вагоны, к немцам подошло подкрепление с бронемашинами. Партизаны были вынуждены отойти, оставив на поле боя до 30 убитых немецких солдат и взяв трофеями кроме стрелкового оружия 5 пулемётов и боеприпасы. Согласно описанию боя в салоникской газете “Элефтерия” в 1945 году партизаны потеряли в этом бою 2 человек убитыми и 6 раненных. Однако партизан Никос Куюмдзис в своих мемуарах пишет что в бою были убиты “много наших”.
Бюллетень генштаба ЭЛАС пишет, что немцы потеряли убитыми 60 человек и 45 раненными, в то время как потери партизан составили 5 человек убитыми и 4 ранеными.

### Третья операция
Командование 30-го полка решило не ограничиться предыдущими успехами и вновь атаковать на том же месте где состоялась вторая диверсия и где в силу необходимости немцы спешно восстановили пути.
Предполагалось что на этот раз немцы мобилизуют большие силы, включая имеющийся в регионе бронепоезд.
Операция была запланирована на утро 6 августа. Координацию действий взял на себя штаб Χ дивизии - подполковник Дионисис Карандзос (Διονύσης Καράντζος,  (Μελάς)) и Христос Мо́схос (Χρήστος Μόσχος (Πέτρος)).
В подготовке операции также приняли участие командование 30-го полка - майор Фо́тис Зисо́пулос (Φώτης Ζησόπουλος (Παππούς)) и комиссар Яннис Кариофилис (Γιάννης Καριοφύλλης (Στάθης)).

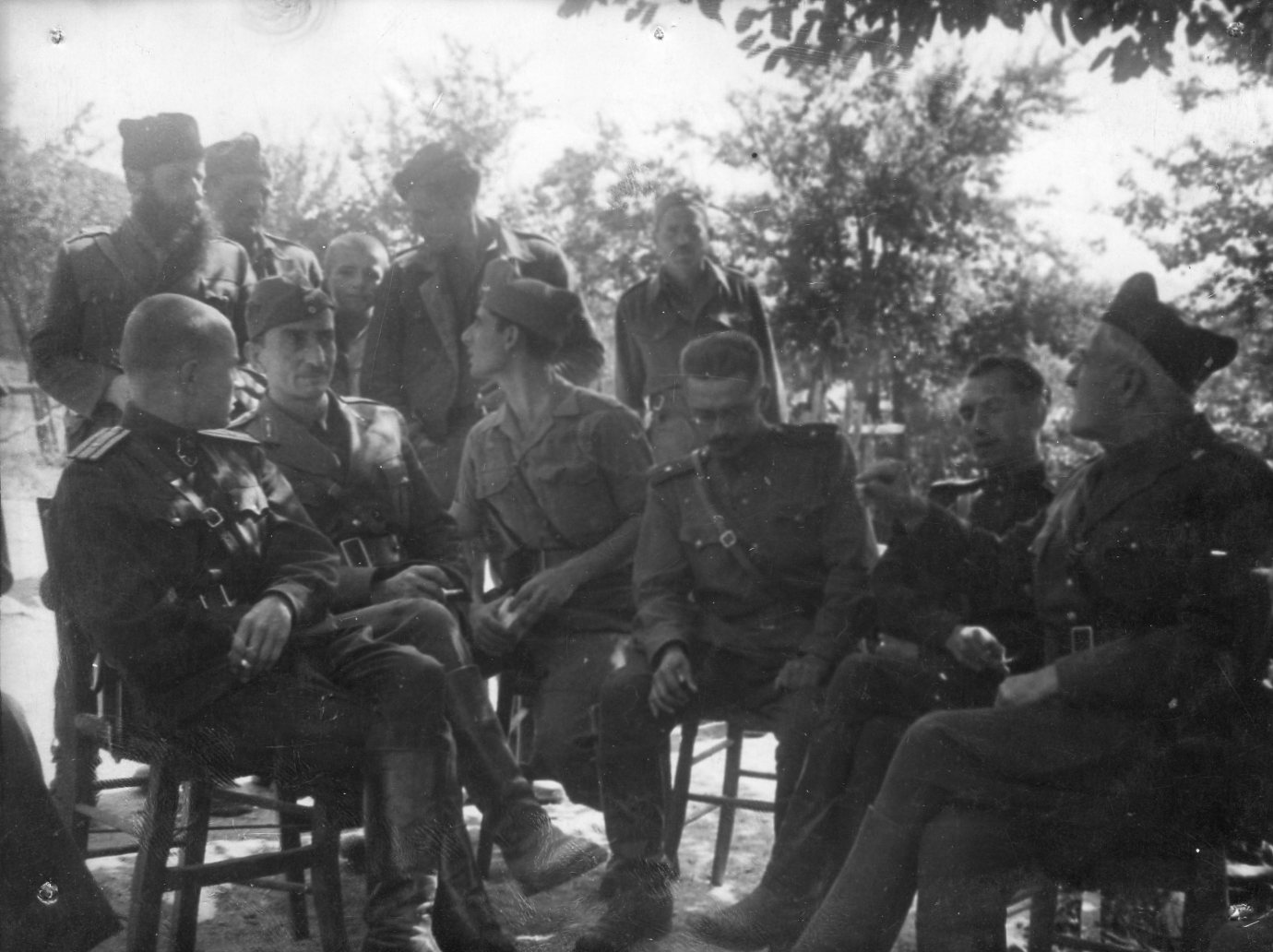
Визит офицеров советской миссии в Штаб ЭЛАС Вермиона, 1944 год (штаб переименован в X дивизию и одновременно был штабом 16-го полка, 1й батальон которого также принял участие в третьей операции в Мухарем Хани 6 августа)

Кроме 2-го батальона 30-го полка ЭЛАС, под командованием “капитана Кацо́ниса”, партизанские силы были усилены 1-м батальоном 16-го полка, под командованием “капитана Мавроса” и 3-м батальоном 53-го полка под командованием Серафима Карассаваса.
Их действия координировал комдив 10-й дивизии Христос Мо́схос (“капитан Петрос”).
В операции приняла участие и группа англоамериканских диверсантов возглавляемая связным союзной миссии при 30-м полку майором Джаком Джонсоном. (В других источниках командиром этих диверсантов указывается капитан Краник из Южной Африки).
В операции также принял участие взвод немецких антифашистов, из числа солдат бежавших из гарнизона города Яница.
К участию в однодневном бою были мобилизованы и местные т.н резервисты, чьи числа по разным источникам насчитывали несколько сотен бойцов, и местная группа компартии во главе с Г. Мустакасом. В составе этой группы была и Ирини Гини, расстрелянная впоследствии в годы Гражданской войны в Греции (1946-1949).
Согласно Т. Мицопулосу железнодорожный состав был взорван
около 3:30 утра.
Сигнал из ракетницы был дан комдивом Мосхосом при выходе состава из теснины, после чего передний и хвостовой локомотивы были поражены фауст-патронами союзных диверсантов.
Последовал бой от вагона к вагону с немцами и итальянцами (из числа итальянцев продолживших войну под немецким командованием).
Признавая что офицер кадровой армии будучи командиром операции не пошёл бы на подобный шаг, участники боя выражают своё восхищение комдивом Мосхосом, который как герой кинофильма и держа по пистолету в руках, бегал по крышам вагонов, и криками информировал партизан о точках сопротивления создаваемых немцами с правой стороны состава.
Бой продлился около часа и закончился полным разгромом немцев - 160 солдат и офицеров убитыми (175 по другим источникам) 63 пленных.
Были сожжены 2 локомотива (передний и хвостовой), 28 вагонов, 2 платформы, 6 грузовиков, 8 прицепов с боеприпасами. Железнодорожное сообщение было прервано на 24 часа. Партизаны захватили множество трофеев, включая 3 тяжёлых и 4 лёгких пулемётов, но главное, медицинское снабжение и хирургический инструмент немецкого походного госпиталя. Были захвачены также 22 мулов (45 по другим источникам) выживших из боя.
При этом участники боя в своих мемуарах пишут что для них основными трофеями стала обувь, снятая с убитых, но и пленных, немцев, что позволила обуть до 200 полубосых партизан.
Партизаны потеряли убитыми 18 бойцов.
Среди погибших был Маркус Альберто Карассо (Μάρκος Αλμπέρτο Καράσσο) молодой еврей из Салоник, который отказался следовать указаниям раввина Салоник и в марте 1943 года примкнул к партизанам ЭЛАС, получив на полях сражений звание младшего лейтенанта.
Союзный штаб Ближнего Востока поздравил командование ЭЛАС с успешной операцией и выразил своё признание греческим партизанам за проявленное мужество и решительность.

## Впоследствии
Через месяц, здесь же, в Мухарем Хани, состоялось другое и более крупное сражение.
22 сентября 1944 года части ЭЛАС атаковали колонну уходящих из Греции немецких войск, которая насчитывала 200 грузовиков и 15 танков.

## Память
На месте сражения установлен скромный памятник.
Ежегодно, в августе, организации ветеранов (а ныне потомков ветеранов) отмечают память погибших здесь партизан панихидой.